# Dasykaluta rosamondae
El kaluta o antequino pequeño rojo (Dasykaluta rosamondae) es una especie de marsupial dasiuromorfo de la familia Dasyuridae y única del género Dasykaluta propia de las regiones desérticas de Pilbara al noroeste de Australia Occidental.

## Características
Son animales de pequeño tamaño que miden de 9 a 11 cm de longitud más 7 cm de cola y pesan de 20 a 40 g. Son de color pardo o rojizo y recuerdan a las especies del género Dasycercus, distinguiéndose fácilmente de ellas por el menor tamaño y la ausencia de crestas negras en la cola. Las hembras poseen ocho mamas.

## Biología de la reproducción
La época de celo es en diciembre, y el período de gestación dura de 40 a 50 días. La hembra tiene un parto anual con más número de neonatos que pezones disponibles, y la lactancia dura 16 semanas. La madurez sexual es a los 8 meses (septiembre). Los machos mueren después de la época de apareamiento y las hembras pueden llegar a parir durante 3 años.